# Андреас Самарис
Андреас Самарис (грч. Ανδρέας Σάμαρης; Патра, 13. јун 1989) је грчки фудбалер, који тренутно игра за португалског великана Бенфику.

## Каријера
Први тим за који је играо у млађим годинама био је ПАО Варда. Каријеру је наставио Панахаикију 2006, за који је потписао свој први професионални уговор. Укупно је одиграо 37 утакмица и постигао 3 гола за клуб. Дана 11. јануара 2010, преселио се у Паниониос.
Од августа 2012. игра за Олимпијакос, али остаје на позајмици у Паниониосу. Са Олимпијакосом осваја титулу првака Грчке у сезони 2013/14. Постигао је први гол за нови клуб 23. новембра 2013. у победи против Пантракикоса са 4:1.

## Репрезентација
Самарис је прво наступао за репрезентацију до 19 година. Дебитовао је у квалификацијама за Европско првенство у узрасту до 19 година 2008. против Француске. У октобру 2013. селектор А тима Фернандо Сантос га је позвао у репрезентацију Грчке. Дебитовао је у утакмици против Лихтенштајна. После одличне сезоне у Олимпијакосу, уврштен је међу 23 играча који ће представљати Грчку на Светском првенству 2014. у Бразилу.
Дана 24. јуна 2014. Самарис је постигао важан гол против Обале Слоноваче, а победом од 2-1 Грчка се први пут у историји пласирала у осмину финала.

### Голови за репрезентацију
| #  | Датум         | Место                       | Противник       | Гол | Резултат | Такмичење               |
| -- | ------------- | --------------------------- | --------------- | --- | -------- | ----------------------- |
| 1. | 24. јун 2014. | Кастелао, Форталеза, Бразил | Обала Слоноваче | 1-0 | 2-1      | Светско првенство 2014. |

## Трофеји

### Олимпијакос
- Првенство Грчке (1) : 2013/14

### Бенфика
- Првенство Португала (2) : 2014/15, 2015/16.
- Лига куп Португала (2) : 2014/15, 2015/16.
- Суперкуп Португала (1) : 2016.